# Фоса (Тревизо)
Фоса је насеље у Италији у округу Тревизо, региону Венето.
Према процени из 2011. у насељу је живело 57 становника. Насеље се налази на надморској висини од 6 м.